# (7866) Sicoli
(7866) Sicoli est un astéroïde de la ceinture principale.

## Description
(7866) Sicoli est un astéroïde de la ceinture principale. Il fut découvert le 13 octobre 1982 à la station Anderson Mesa par Edward L. G. Bowell. Il présente une orbite caractérisée par un demi-grand axe de 2,43 UA, une excentricité de 0,21 et une inclinaison de 3,5° par rapport à l'écliptique.

## Compléments